# 北极花
北极花（学名：Linnaea borealis）为忍冬科北极花属的植物。生长于海拔750米至2,300米的地区，一般生于树干、针叶林下以及长满苔藓的岩石上，目前尚未由人工引种栽培。

## 分布
分布于中国大陆的吉林、黑龙江、河北、新疆、内蒙古等地，欧洲的苏格兰、瑞典、芬兰等，北美的加州北部、亚利桑那和田纳西。

## 别名
林奈花（拉汉种子植物名称）、林奈木（中国种子植物科属辞典）、北极林奈草（东北木本植物图志）、双子花